# Église Saint-Antoine-de-Padoue de Belgrade
Pour les articles homonymes, voir Église Saint-Antoine-de-Padoue.
L'église Saint-Antoine-de-Padoue de Belgrade (en serbe cyrillique : Црква Светог Антуна Падованског у Београду ; en serbe latin : Crkva Svetog Antuna Padovanskog u Beogradu) est une église catholique située à Belgrade, la capitale de la Serbie, dans la municipalité urbaine de Zvezdara. Construite entre 1929 et 1931, elle est inscrite sur la liste des monuments culturels protégés de la république de Serbie (identifiant no SK 2051) et sur la liste des biens culturels de la ville de Belgrade.
L'église a été construite sur des plans de l'architecte slovène Jože Plečnik.

## Historique

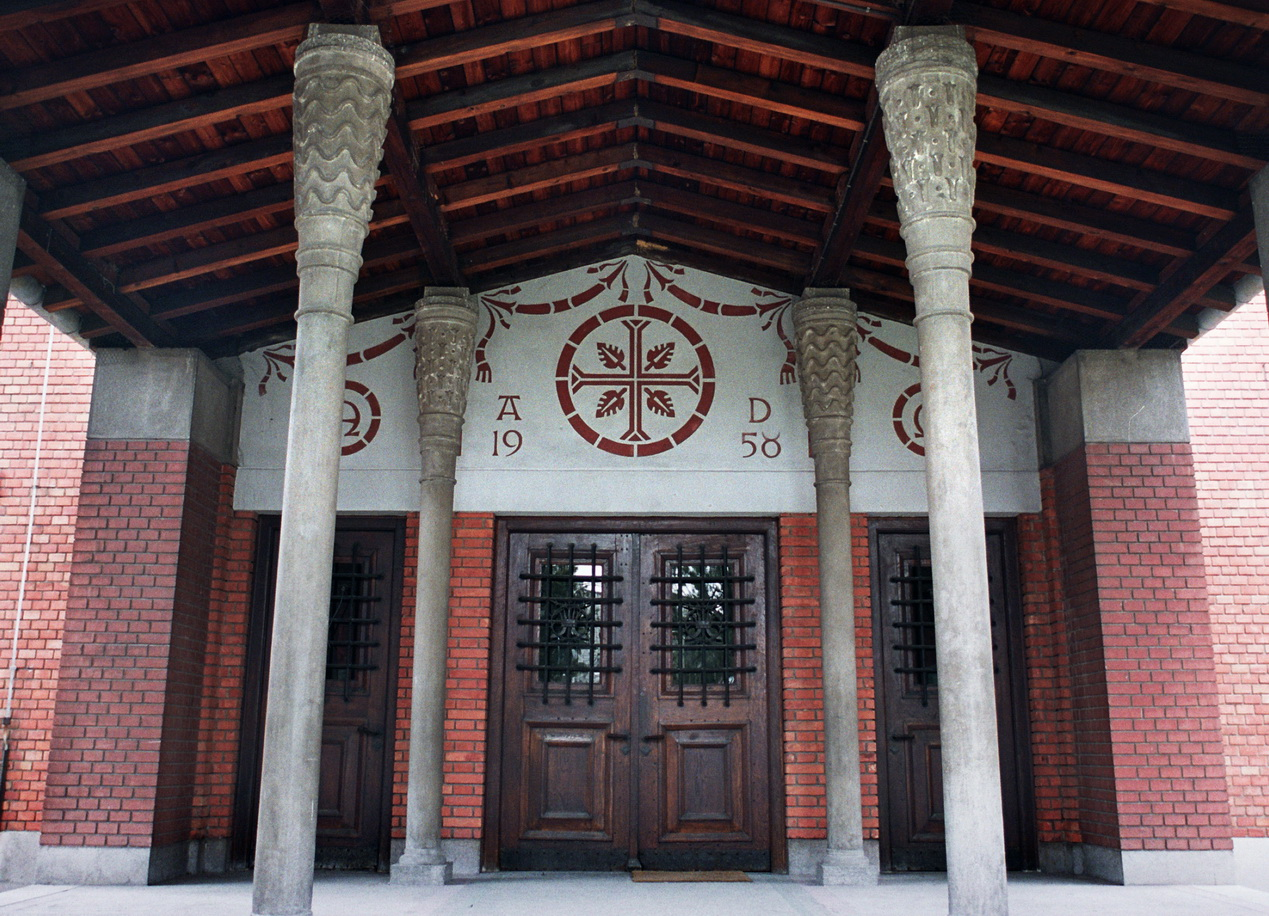
L'entrée de l'église

## Église

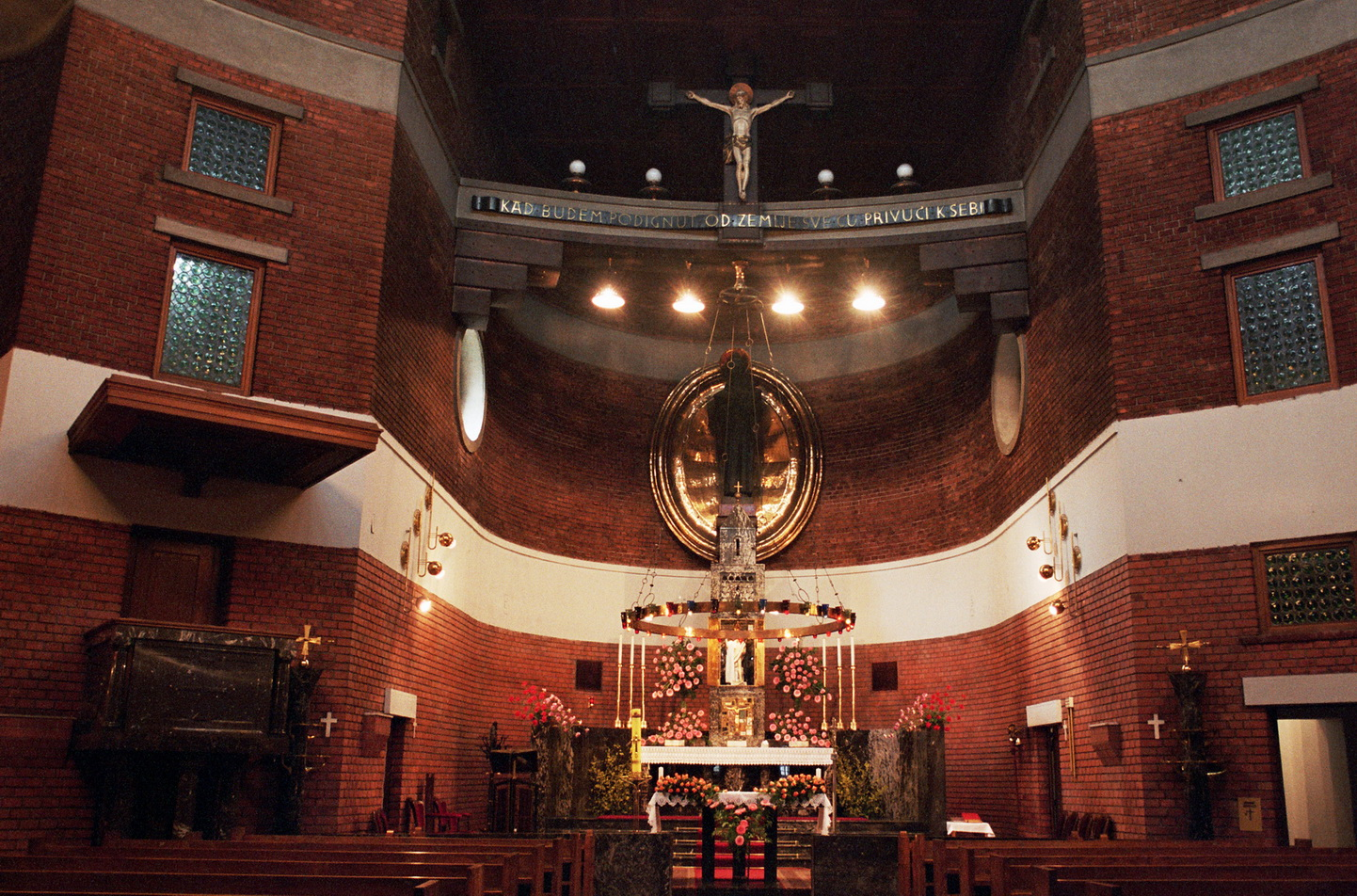
L'intérieur de l'église